# Kyvon Davenport
Kyvon Davenport, né le 28 août 1996 à Gainesville, Géorgie, est un joueur américain de basket-ball. Il évolue au poste d'ailier fort.

## Biographie

### Carrière universitaire
Entre 2015 et 2017, il joue pour les Georgia Highlands (en).
Le 9 avril 2017, il intègre l'université de Memphis où il joue pour les Tigers durant deux années.

### Carrière professionnelle

#### Hapoël Eilat (2019-2020)
Le 20 juin 2019, lors de la draft 2019 de la NBA, automatiquement éligible, il n'est pas sélectionné.
Le 15 août 2019, il signe son premier contrat professionnel en Israël à l'Hapoël Eilat.

#### Cholet Basket (2020)
Le 25 juin 2020, il arrive en France et signe avec le Cholet Basket.

#### BK Boudivelnyk Kiev (2021)
Le 8 janvier 2021, il rejoint le club ukrainien du BK Boudivelnyk Kiev.

#### Orléans Loiret Basket (depuis 2021)
Le 23 septembre 2021, il revient en France et signe avec Orléans.

## Statistiques

### Universitaires
| Saison        | Équipe                 | Matchs | Titul. | Min./m | % Tir | % 3pts | % LF | Rbds/m. | Pass/m. | Int/m. | Ctr/m. | Pts/m. |
| ------------- | ---------------------- | ------ | ------ | ------ | ----- | ------ | ---- | ------- | ------- | ------ | ------ | ------ |
| 2015-2016     | Georgia Highlands (en) | -      | -      | -      | -     | -      | -    | -       | -       | -      | -      | -      |
| 2016-2017     | Georgia Highlands      | 34     | 33     | -      | 52,8  | 29,3   | 61,3 | 10,47   | 1,65    | 1,65   | 2,97   | 16,47  |
| 2017-2018     | Memphis                | 34     | 34     | 29,2   | 51,0  | 35,5   | 69,3 | 6,15    | 0,79    | 0,62   | 1,24   | 13,26  |
| 2018-2019     | Memphis                | 36     | 23     | 26,2   | 49,7  | 35,6   | 59,9 | 6,97    | 1,00    | 0,67   | 0,78   | 13,06  |
| Carrière NCAA | Carrière NCAA          | 70     | 57     | 27,7   | 50,3  | 35,5   | 64,6 | 6,57    | 0,90    | 0,64   | 1,00   | 13,16  |
| Carrière JUCO | Carrière JUCO          | 34     | 33     | -      | 52,8  | 29,3   | 61,3 | 10,47   | 1,65    | 1,65   | 2,97   | 16,47  |